# Spån (byggmaterial)
Den här artikeln handlar om materialet spån för taktäckning och fasadbeklädnand. För spånfyllning i väggar och trossbottnar, se Kutterspån och Sågspån. Se även Spån för andra betydelser.

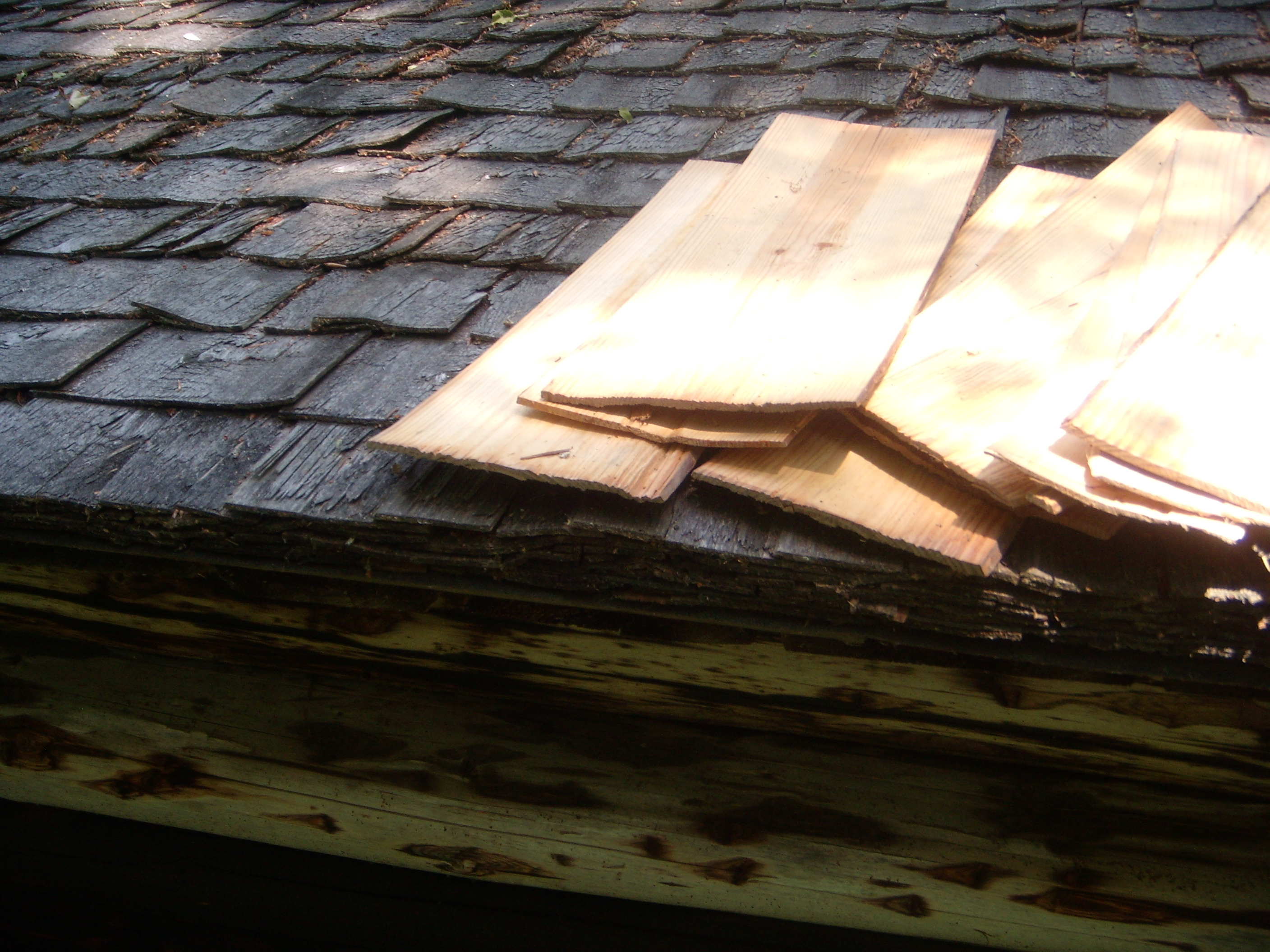
Spåntak av stickspån eller pärtor.

Spån som byggmaterial av trä kan avse kyrkspån, stavspån, stickspån och pärt. Träslagen som har kommit till användning har varit furu, asp och gran. Även ek har använts till tak- eller väggspån. Benämningen pärt förekommer i norra delen av Sverige, på Åland samt svenskspråkiga  Österbotten;  i södra delen av Sverige används benämningen stickspån.

## Historik
Fram till medeltiden var takspån i Europa det vanligaste taktäckningsmaterialet på finare byggnader och användes även ofta som fasadbeklädnad. Livslängden för impregnerad spån av furu kan vara runt 40 år eller längre; för spån av ek eller lärk ännu längre. Kyrkspån och stavspån spikas i den övre kanten av varje spån och nästa varv läggs överlappande. Överlappningen blir synlig i den nedersta tredjedelen av varje spån. Skarvar och spikar täcks så att taket blir tätt och nederbörden rinner av.

## Stavspån eller kyrkspån
Tak- och väggspån klövs förr med yxa och spånhuggning var ofta en inte obetydlig inkomstkälla för skogsbygdernas människor. Spåntak finns ofta på kyrkor men användes även på andra statusbyggnader. Även utvändiga gavlar och långskepp kan vara klädda med spån. Stav- eller kyrkspån är vanligen cirka två centimeter tjocka i nederänden av ek eller furu. De är ofta tio till tolv centimeter breda och 35 till 50 centimeter långa. I senare tid har man ibland, för att spara virke, kluvit spånen med såg och på det sättet fått ut två spån ur varje bit. Den sågade ytan spikas i så fall nedåt.

## Stickspån eller pärt

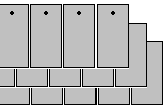
Principen för att lägga ett spån- eller pärttak

Stickspån är cirka tre till sju millimeter tjocka, tio till femton centimeter breda och fyrtio centimeter långa och blev ett mycket vanligt taktäckningsmaterial i bland annat Skandinavien under senare delen av 1800-talet.
Maskinhyvlade spån ersatte under 1800-talet i stor utsträckning främst nävertaken samt stråtaken i skogsbygderna. Nävertaken bestod av klovor lagda tätt över ett lager av näver. Nävertaken kunde läggas utan att man behövde använda spik, men insamlingen av näver och framställning av klovor och krokar var mycket arbetskrävande. När maskindrivna spånhyvlar blev vanliga i kombination med att spiken blev billigare genom industrialismen övergick allmogen allmänt till spåntak som krävde mindre arbetsinsats och dessutom ansågs "modernare".
Det finns maskinhyvlade spån eller spån klyvda för hand med yxa och träklubba. Den handskurna tillverkas genom att man delar en rakvuxen (alltså en som vridit sig lite, eller helst inte alls) och tätvuxen tallstam i fyrtio centimeter långa bitar. Dessa klyvs först med yxa i fyra delar (som "tårtbitar") och den innersta delen av varje fjärdedel tas, liksom barken, bort. Därefter späntas pärtorna radiellt med en dubbelskaftad kniv. Denna slags pärt anses mer hållbar, men kräver mycket mera arbete och finare råvara än maskinpärt. Maskinhyvlad spån skars med en spånhyvel som ofta kunde dras av en råoljemotor eller ett vattenhjul, och i vilken man hyvlade tre till fem millimeter tjocka skivor ur ett ämne bestående av en fyrtio centimeter lång avsågad färsk trädstam, oftast av tall. Man hyvlar då tangentiellt på sex eller åtta sidor om ämnet, ända tills alltför lite av ämnet återstår. Tak av maskintillverkad spån håller minst 25 år om arbetet är rätt utfört och taket underhålls. Enligt traditionen ska råvaran till spån tas i en månad vars namn innehåller ett r, alltså senast i april, annars finns det risk för mögelbildning på grund av savstigning i trädet. Ett spåntak bör bestrykas med tjära, ungefär vart femte år.
Exempel för byggnader med spåntäckta tak och fasader är Granhults kyrka från 1220-talet och Biologiska Museet från 1893. Nyare exempel för byggnader med spånklädda fasader är Villa Ekarne (1907) och Villa Mullberget (1909), (båda i Stockholm).

## Bildgalleri

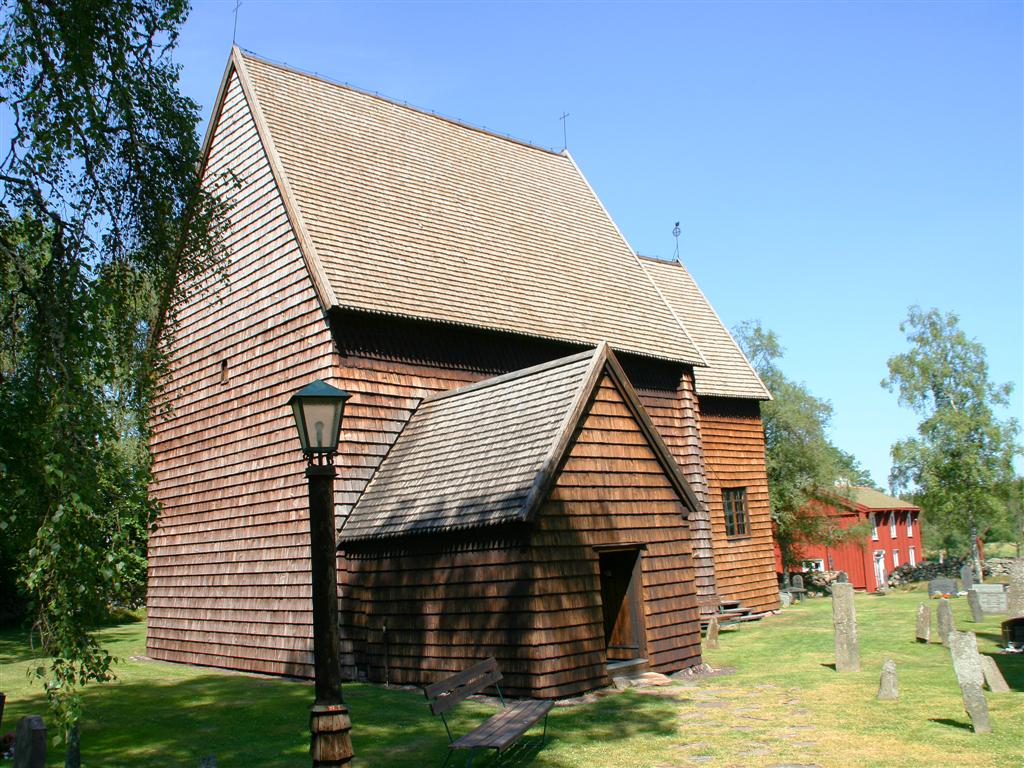
Granhults kyrka från 1220-talet är Sveriges äldsta bevarade träkyrka.
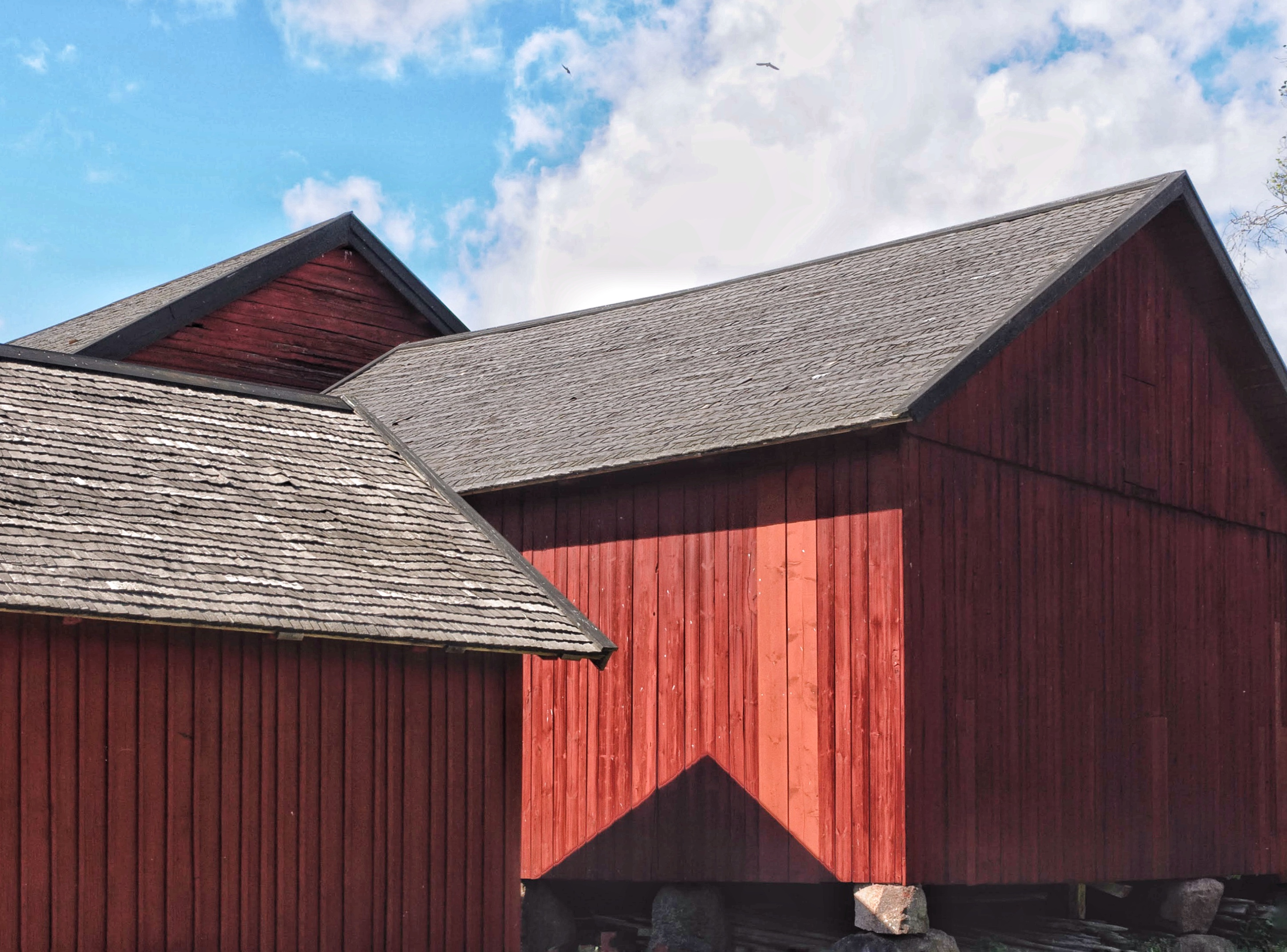
Spåntak, Stensjö, Oskarshamns kommun.
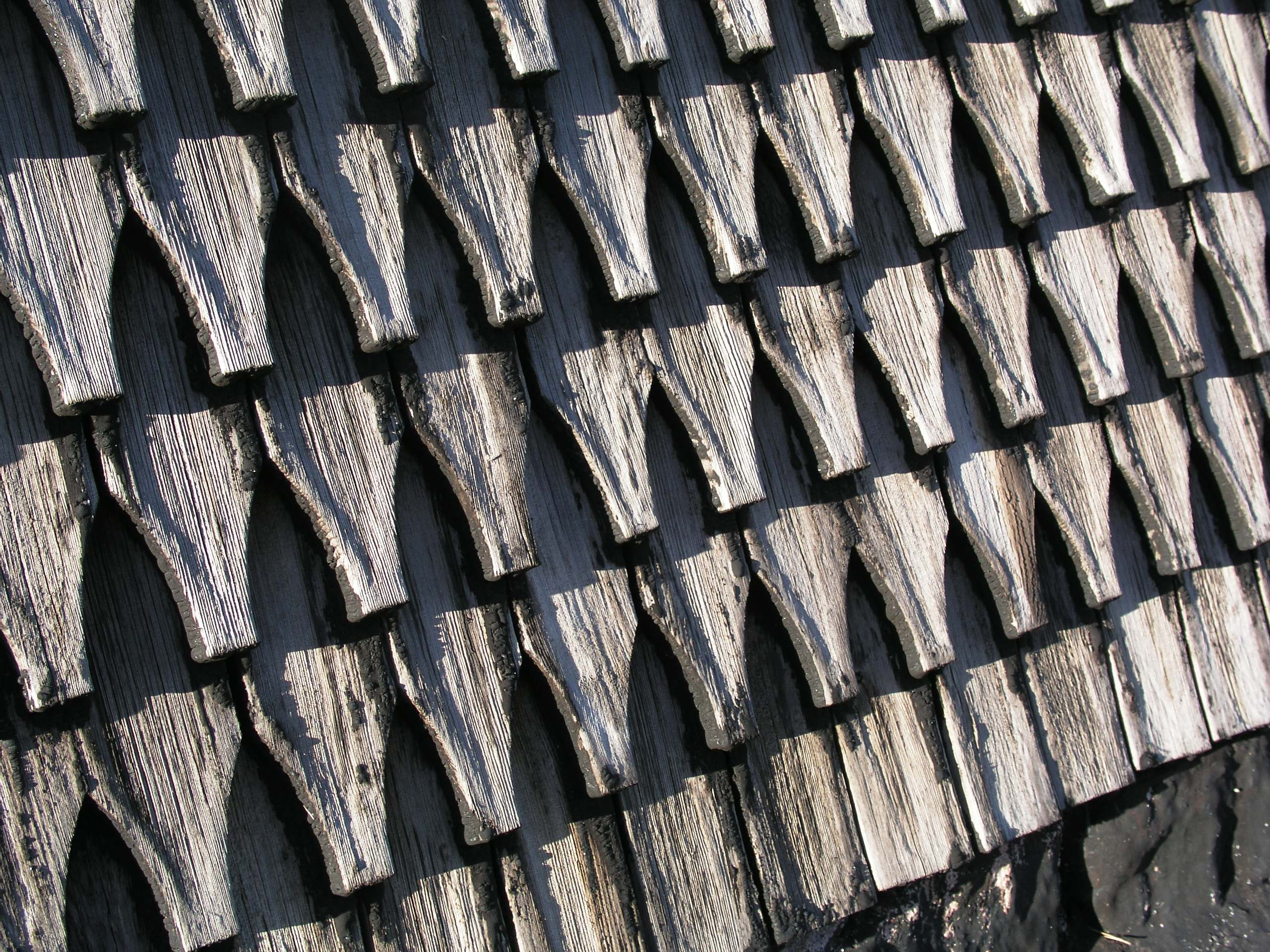
Spåntak på klockstapeln vid Täby kyrka.
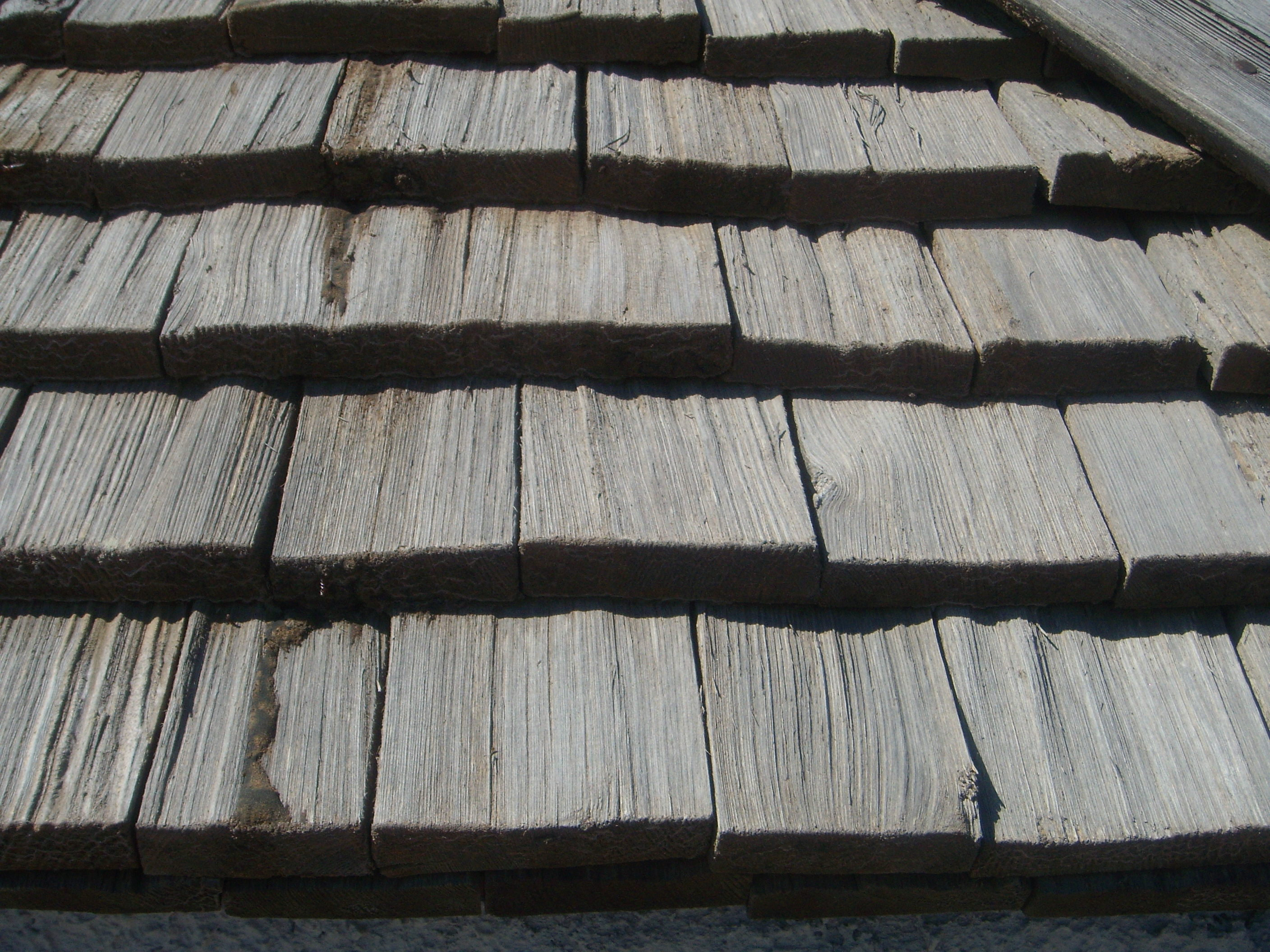
Stavspån eller kyrkspån.
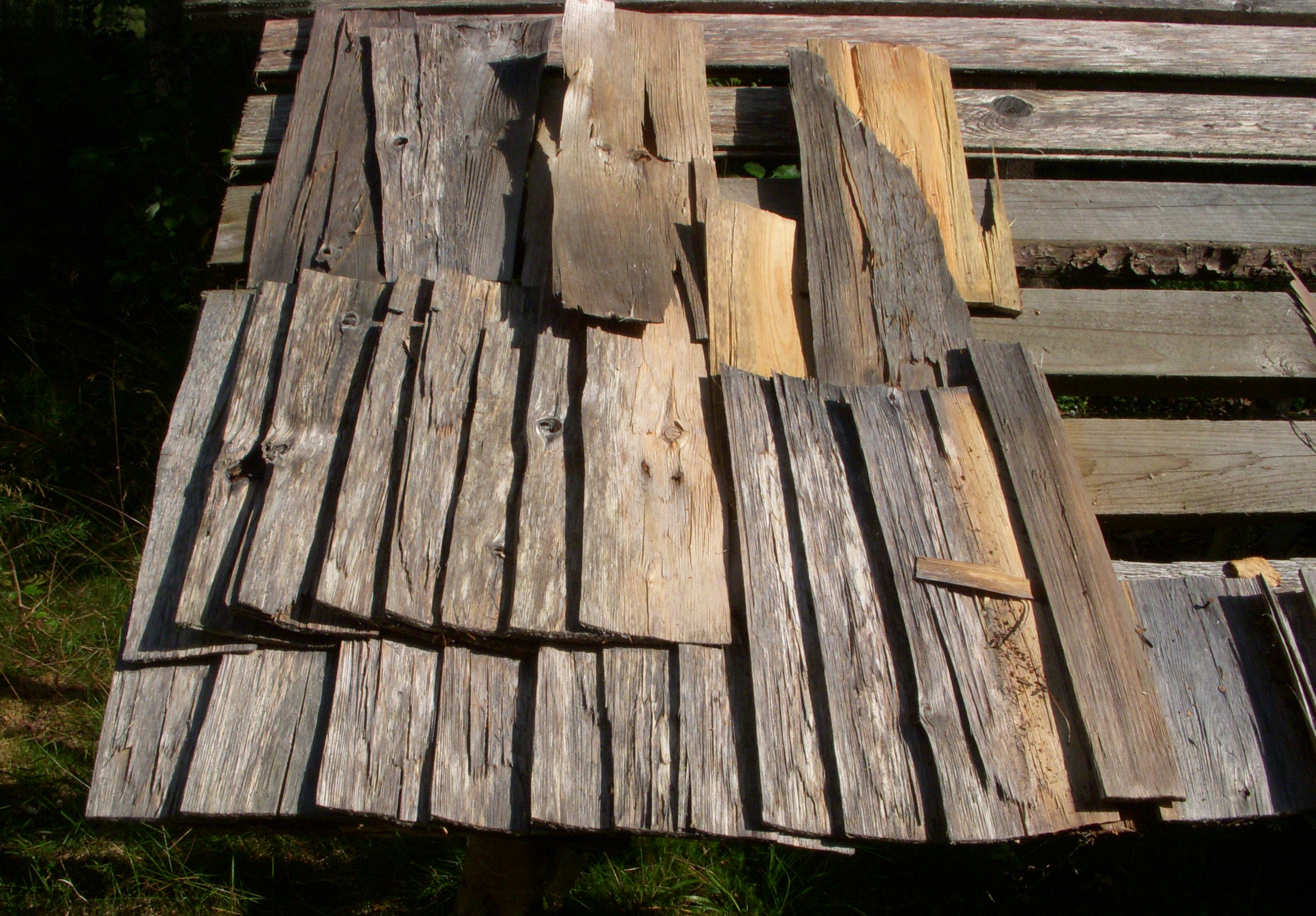
Läggning av takspån.
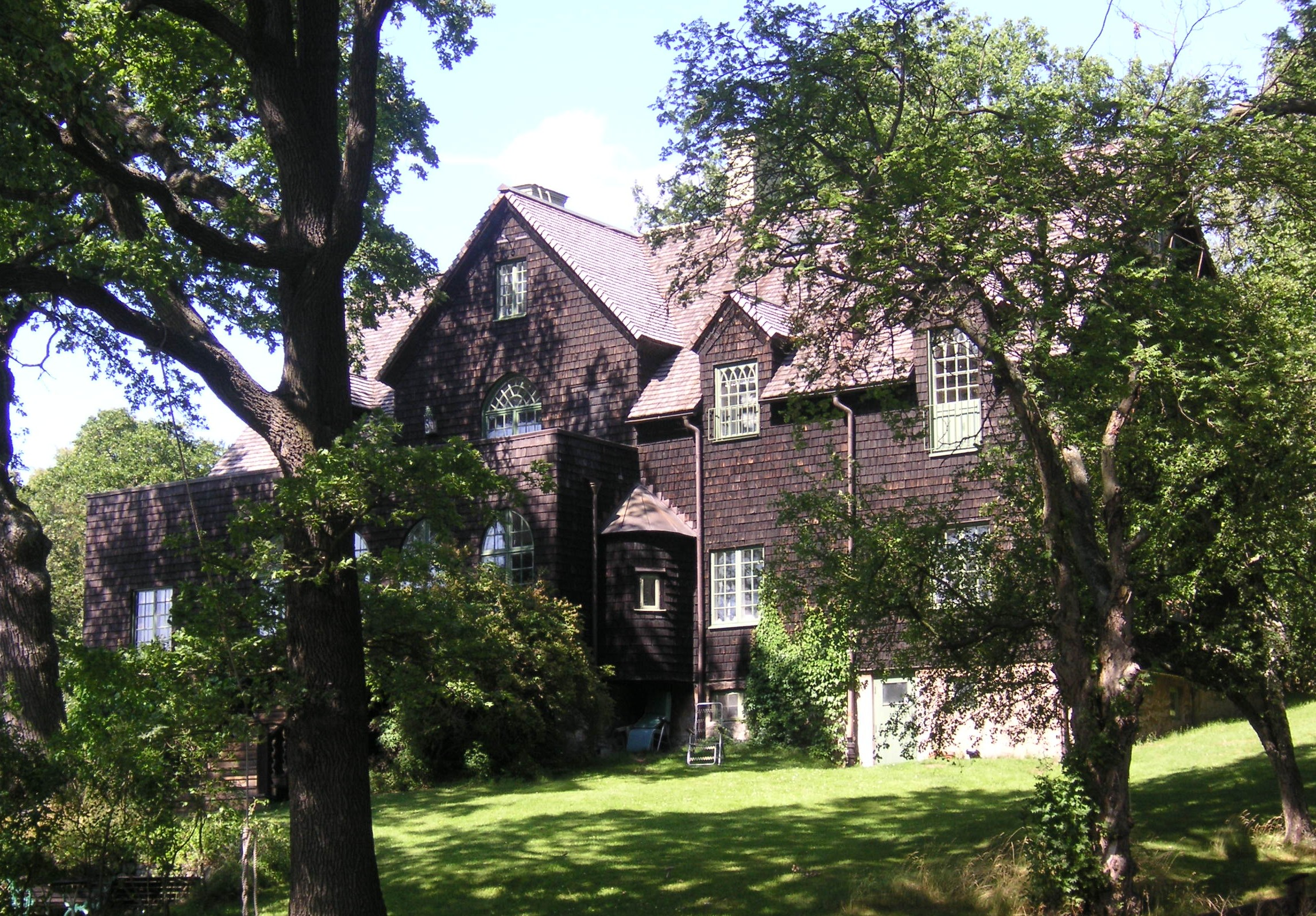
Villa Mullberget (från 1909).

## Förväxlingar
- Ordet pärt kan förväxlas med tågvirke som hänger under rån på råsegel för sjömäns fotfäste för sättande eller tagande av segel.
- Ordet träspån kan förväxlas med alla slags spånor av trä beroende på vilket sätt dessa har tillkommit, sågspån, hyvelspån, svarvspån med flera.